# Кардосо, Фернандо Давид
Ферна́ндо Дави́д Кардо́со Паниа́гуа (исп. Fernando David Cardozo Paniagua; род. 8 февраля 2001 года, Асунсьон) — парагвайский футболист, нападающий клуба «Олимпия» (Асунсьон).

## Клубная карьера
Кардосо — воспитанник клуба «Олимпия» из своего родного города. 23 апреля 2017 года в матче против «Спортиво Лукеньо» он дебютировал в парагвайской Примере, в возрасте 16 лет. 15 апреля 2018 года в поединке против столичного «Индепендьнте» Фернандо забил свой первый гол за Олимпию.
В середине 2019 года Кардосо на правах аренды перешёл в португальскую «Боавишту». Затем играл в аренде в «Визеле» — команде второго португальского дивизиона.

## Международная карьера
В 2017 году в составе юношеской сборной Парагвая Кардосо принял участие в юношеском чемпионате Южной Америке в Чили. На турнире он сыграл в матчах против команд Аргентины, Чили, Венесуэлы, Колумбии и дважды Бразилии
В том же году Кардосо принял участие в юношеском чемпионате мира в Индии. На турнире он сыграл в матчах против команд Мали, США и Турции. В поединке против турок Фернандо забил гол.
В 2019 году в составе молодёжной сборной Парагвая Охеда принял участие в молодёжном чемпионате Южной Америки в Чили. На турнире он сыграл в матчах против команд Эквадора, Аргентины, Перу и Уругвая.

## Титулы и достижения
- Чемпион Парагвая (3): Апертура 2018, Клаусура 2018, Апертура 2019
- Обладатель Кубка Парагвая (1): 2021
- Обладатель Суперкубка Парагвая (1): 2021